# Calunda
Calunda é uma vila e comuna angolana que se localiza na província de Moxico Leste, pertencente ao município de Macondo.
Anteriormente uma comuna do município do Alto Zambeze, em 5 de setembro de 2024 foi transferido para a jurisdição do novo município de Macondo.